# 이다선
이다선(일본어: 飯田線, いいだせん 이다센[*])은 일본 아이치현 도요하시시의 도요하시역부터 나가노현 가미이나군 다쓰노정의 다쓰노역을 잇는 도카이 여객철도의 철도 노선(지방 교통선)이다.

## 개요
개업 · 댐 건설 수송 · 전시 국유화 · 일본국유철도 분할 민영화와, 그때 그때의 시대의 요청의 안으로 아이치현 · 시즈오카현 · 나가노현에 걸친 험한 산악지대를 가로지르는 전체 개통을 완수해, 현재도 히가시미카와 · 덴류 · 주난신의 도시 농산촌을 연결하는 노선. 나가노 현의 가미스와역부터 아이치 현의 도요하시역까지 각 역 정차로 직통하는 열차도 있어, 다쓰노 역부터 도요하시 역까지는 약 6시간이 걸리지만, 한번도 환승하는 일 없이 가는 일이 나온다. 1983년까지는
구형국전의 권고로서 철도 애호가의 주목을 모았지만, 현재로도 덴류강의 험한 계곡을 누비듯이 달리는 차창풍경이나, 고와다역이나 다모토역 등의 소위 비경역의 존재부터, 철도 애호가나 여행자로 인기가 있는 노선이다.
원래 직결했던 4사의 철도노선(도요카와 철도 · 호라이지 철도 · 산신 철도 · 이나 전기 철도)를 전시 국유화 · 통합되었던 일로 성립했던 노선이며, 역은 거의 개통시의 연선 취락마다 마련되어 있다. 이 때문에 역간 거리가 구 국철의 지방 노선으로서는 매우 짧은게 특징으로, 전체 길이 195.7km중에 기종점을 포함해서 실로 94개의 역이 있다. 그러한 평균 역 간 거리는 약 2.1km와 대도시의 시가지 노선 중간이며, 또한 지방철도의 간이한 규격으로 건설되었던 일부터 제한속도는 낮아, 급커브나 급경사도 많이 여겨진다. 안에도 아카기역 - 사완도역 간의 경사는 40‰로, 신에쓰 본선의 요코가와 역 - 가루이자와 역 간(우스이 고개)이 폐지되어, 현재로는 JR 최급경사이다.
도요하시 역 - 도요카와역 간은 IC승차카트, TOICA의 이용 지역에 포함되어 있다.

## 노선 정보
- 관할 · 노선 거리 (영업 거리) :
  - 도카이 여객철도 (제1종 철도사업자) :
    - 도요하시 역 - 다쓰노 역 간 : 195.7km

  - 일본화물철도 (제 종 철도사업자) :
    - 도요하시 역 - 도요카와 역 간 : 8.7km
    - 모토젠코지 역 - 다쓰노 역 간 : 61.9km
- 궤간 : 1067mm
- 역 수 : 94역(기·종점역 포함)
  - 이다선 소속역으로 한정된 경우, 기·종점역(도요하시 역은 도카이도 본선, 다쓰노 역은 주오 본선 지선의 소속)이 제외되어, 92역이 된다.
- 복선 구간 :
  - 복선 : 도요하시 역 - 도요카와 역 간(도요하시 역 - 히라이 신호장 간은 나고야 철도 나고야 본선과 공용).
  - 복선 : 도요카와 역 - 다쓰노 역 간.
- 전철화 구간 : 전 노선 전철화 (직류 1500V)
- 폐색방식 : 특수 자동 폐색식(도요카와 역 - 다쓰노 역 간).
- 보안장치 :
  - ATS-PT : 도요하시 역 - 고자카이 역 간
  - ATS-ST : 고자카이 역 - 다쓰노 역 간
- 최고속도 : 85km/h
- 종합지령소 : 도카이 종합 지령소

전 노선이 도카이 여객철도 도카이 철도 사업 본부의 관할이다. 다만 다쓰노 역 구내는 동일본 여객철도 나가노 지사의 관할로, 구내에 있는 상행 장내 신호기가 선로 상의 회사 경계로 되어 있다.

## 나고야 철도와의 공용 구간
도요하시 역 - 도요카와 역 간의 복선 구간중, 도요하시 역 - 히라이 신호장 간은 나고야 철도(메이테쓰)와 공용하고 있어, 도카이 여객철도가 소유하는 하행선을 이다선과 나고야 철도의 하행열차(주부텐류 역 - 메이테쓰기후 방면 행)가 지나, 나고야 철도가 소유하는 상행선을 나고야 철도와 이다선의 상행열차(도요하시 방면행)가 지난다. 이것은, 1927년 6월에 아이치 전기 철도(후의 나고야 철도 나고야 본선의 전신)의 도요하시 연장으로 즈음해, 도요카와 철도(이다선 오미역 이남의 전신)와 선로공용을 행하는 협정이 체결되어, 이것이 현재로까지 답습하고 있는 것이다. 이 구간에 있는 후나마치역과 시모지역은 이다선 전용으로 나고야 철도의 열차는 정차하지 않고, 1991년 3월 16일의 다이어 개정부터는, 아침 저녁을 포함한 신시로역 이북 직통의 이다선 열차의 대부분에 대해서도, 이 양 역을 통과하듯이 된다.

## 역 목록
- 여기서는 도카이 여객철도 구간과 동일본 여객철도 구간으로 나뉜다.

### 도카이 여객철도 구간
| 역 이름          | 일본어 이름 | 로마자 역명       | 역간 거리 (km) | 영업 거리 (km) | 접속 노선 | 소재지     | 소재지       | 소재지         |
| ---------------- | ----------- | ----------------- | -------------- | -------------- | --- | ---------- | ------------ | -------------- |
| 도요하시         | 豊橋        | Toyohashi         |                | 0.0            | 도카이 여객철도 도카이도 신칸센 · 도카이도 본선 나고야 철도 나고야 본선 도요하시 철도 아쓰미 선 … 신토요하시 역 도요하시 철도 아즈마다 본선 에키마에 역 | 아이치현   | 도요하시시   | 도요하시시     |
| 후나마치         | 船町        | Funamachi         | 1.5            | 1.5            | | 아이치현   | 도요하시시   | 도요하시시     |
| 시모지           | 下地        | Shimoji           | 0.7            | 2.2            | | 아이치현   | 도요하시시   | 도요하시시     |
| 히라이 신호장    | 平井信号場  | Hirai Signal Box  | -              | 3.9            | 나고야 철도 나고야 본선과의 시설 상의 분기점 | 아이치현   | 도요카와시   | 도요카와시     |
| 고자카이         | 小坂井      | Kozakai           | 2.2            | 4.4            | | 아이치현   | 도요카와시   | 도요카와시     |
| 우시쿠보         | 牛久保      | Ushikubo          | 2.2            | 6.6            | | 아이치현   | 도요카와시   | 도요카와시     |
| 도요카와         | 豊川        | Toyokawa          | 2.1            | 8.7            | 나고야 철도 도요카와 선 도요카와이나리 역 | 아이치현   | 도요카와시   | 도요카와시     |
| 미카와이치노미야 | 三河一宮    | Mikawa-Ichinomiya | 3.3            | 12.0           | | 아이치현   | 도요카와시   | 도요카와시     |
| 나가야마         | 長山        | Nagayama          | 2.4            | 14.4           | | 아이치현   | 도요카와시   | 도요카와시     |
| 에지마           | 江島        | Ejima             | 1.0            | 15.4           | | 아이치현   | 도요카와시   | 도요카와시     |
| 도조             | 東上        | Tōjō              | 1.6            | 17.0           | | 아이치현   | 도요카와시   | 도요카와시     |
| 노다조           | 野田城      | Nodajō            | 2.7            | 19.7           | | 아이치현   | 신시로시     | 신시로시       |
| 신시로           | 新城駅      | Shinshiro         | 1.9            | 21.6           | | 아이치현   | 신시로시     | 신시로시       |
| 히가시신마치     | 東新町      | Higashi-Shimmachi | 1.0            | 22.6           | | 아이치현   | 신시로시     | 신시로시       |
| 자우스야마       | 茶臼山      | Chausuyama        | 1.2            | 23.8           | | 아이치현   | 신시로시     | 신시로시       |
| 미카와토고       | 三河東郷    | Mikawa-tōgō       | 1.2            | 25.0           | | 아이치현   | 신시로시     | 신시로시       |
| 오미             | 大海        | Ōmi               | 2.9            | 27.9           | | 아이치현   | 신시로시     | 신시로시       |
| 도리이           | 鳥居        | Torii             | 1.4            | 29.3           | | 아이치현   | 신시로시     | 신시로시       |
| 나가시노조       | 長篠城      | Nagashinojō       | 1.5            | 30.8           | | 아이치현   | 신시로시     | 신시로시       |
| 혼나가시노       | 本長篠      | Hon-Nagashino     | 1.5            | 32.1           | | 아이치현   | 신시로시     | 신시로시       |
| 미카와오노       | 三河大野    | Mikawa-ōno        | 3.5            | 35.6           | | 아이치현   | 신시로시     | 신시로시       |
| 유야온센         | 湯谷温泉    | Yuya-onsen        | 2.4            | 38.0           | | 아이치현   | 신시로시     | 신시로시       |
| 미카와마키하라   | 三河槙原    | Mikawa-Makihara   | 2.6            | 40.6           | | 아이치현   | 신시로시     | 신시로시       |
| 가키다이라       | 柿平        | Kakidaira         | 2.3            | 42.9           | | 아이치현   | 신시로시     | 신시로시       |
| 미카와카와이     | 三河川合    | Mikawa-Kawai      | 2.3            | 45.2           | | 아이치현   | 신시로시     | 신시로시       |
| 이케바           | 池場        | Ikeba             | 4.9            | 50.1           | | 아이치현   | 신시로시     | 신시로시       |
| 도에이           | 東栄        | Tōei              | 1.1            | 51.2           | | 아이치현   | 기타시타라군 | 도에이정       |
| 이즌마           | 出馬        | Izumma            | 4.2            | 55.4           | | 시즈오카현 | 하마마쓰시   | 덴류구         |
| 가미이치바       | 上市場      | Kamiichiba        | 0.6            | 56.0           | | 시즈오카현 | 하마마쓰시   | 덴류구         |
| 우라카와         | 浦川        | Urakawa           | 1.3            | 57.3           | | 시즈오카현 | 하마마쓰시   | 덴류구         |
| 하야세           | 早瀬        | Hayase            | 1.2            | 58.5           | | 시즈오카현 | 하마마쓰시   | 덴류구         |
| 시모카와이       | 下川合      | Shimo-kawai       | 1.4            | 59.9           | | 시즈오카현 | 하마마쓰시   | 덴류구         |
| 주부텐류         | 中部天竜    | Chūbu-tenryū      | 2.5            | 62.4           | | 시즈오카현 | 하마마쓰시   | 덴류구         |
| 사쿠마           | 佐久間      | Sakuma            | 1.1            | 63.5           | | 시즈오카현 | 하마마쓰시   | 덴류구         |
| 아이즈키         | 相月        | Aizuki            | 5.0            | 68.5           | | 시즈오카현 | 하마마쓰시   | 덴류구         |
| 시로니시         | 城西        | Shironishi        | 2.0            | 70.5           | | 시즈오카현 | 하마마쓰시   | 덴류구         |
| 무카이치바       | 向市場      | Mukaichiba        | 2.8            | 73.3           | | 시즈오카현 | 하마마쓰시   | 덴류구         |
| 미사쿠보         | 水窪        | Misakubo          | 1.0            | 74.3           | | 시즈오카현 | 하마마쓰시   | 덴류구         |
| 오조레           | 大嵐        | Ōzore             | 6.5            | 80.8           | | 시즈오카현 | 하마마쓰시   | 덴류구         |
| 고와다           | 小和田      | Kowada            | 3.0            | 83.8           | | 시즈오카현 | 하마마쓰시   | 덴류구         |
| 나카이사무라이   | 中井侍      | Nakaisamurai      | 4.0            | 87.8           | | 나가노현   | 시모이나군   | 덴류촌         |
| 이나코자와       | 伊那小沢    | Ina-Kozawa        | 2.3            | 90.1           | | 나가노현   | 시모이나군   | 덴류촌         |
| 우구스           | 鶯巣        | Ugusu             | 1.6            | 91.7           | | 나가노현   | 시모이나군   | 덴류촌         |
| 히라오카         | 平岡        | Hiraoka           | 2.1            | 93.8           | | 나가노현   | 시모이나군   | 덴류촌         |
| 시테구리         | 為栗        | Shiteguri         | 4.7            | 98.5           | | 나가노현   | 시모이나군   | 덴류촌         |
| 누쿠타           | 温田        | Nukuta            | 3.7            | 102.2          | | 나가노현   | 시모이나군   | 야스오카촌     |
| 다모토           | 田本        | Tamoto            | 2.0            | 104.2          | | 나가노현   | 시모이나군   | 야스오카촌     |
| 가도시마         | 門島        | Kadoshima         | 3.7            | 107.9          | | 나가노현   | 시모이나군   | 야스오카촌     |
| 가라카사         | 唐笠        | karakasa          | 3.4            | 111.3          | | 나가노현   | 시모이나군   | 야스오카촌     |
| 긴노             | 金野        | Kinno             | 2.3            | 113.6          | | 나가노현   | 이이다 시    | 이이다 시      |
| 지요             | 千代        | Chiyo             | 1.2            | 114.8          | | 나가노현   | 이이다 시    | 이이다 시      |
| 덴류쿄           | 天竜峡      | Tenryūkyō         | 1.4            | 116.2          | | 나가노현   | 이이다 시    | 이이다 시      |
| 가와지           | 川路        | Kawaji            | 1.3            | 117.5          | | 나가노현   | 이이다 시    | 이이다 시      |
| 도키마타         | 時又        | Tokimata          | 1.8            | 119.3          | | 나가노현   | 이이다 시    | 이이다 시      |
| 다시나           | 駄科        | Dashina           | 1.8            | 121.1          | | 나가노현   | 이이다 시    | 이이다 시      |
| 게가             | 毛賀        | Kega              | 1.4            | 122.5          | | 나가노현   | 이이다 시    | 이이다 시      |
| 이나야와타       | 伊那八幡    | Ina-yawata        | 1.1            | 123.6          | | 나가노현   | 이이다 시    | 이이다 시      |
| 시모야마무라     | 下山村      | Shimoyamamura     | 1.1            | 124.7          | | 나가노현   | 이이다 시    | 이이다 시      |
| 가나에           | 鼎          | Kanae             | 1.0            | 125.7          | | 나가노현   | 이이다 시    | 이이다 시      |
| 기리이시         | 切石        | Kiriishi          | 2.0            | 127.7          | | 나가노현   | 이이다 시    | 이이다 시      |
| 이다             | 飯田        | Iida              | 1.6            | 129.3          | | 나가노현   | 이이다 시    | 이이다 시      |
| 사쿠라마치       | 桜町        | Sakuramachi       | 0.8            | 130.1          | | 나가노현   | 이이다 시    | 이이다 시      |
| 이나카미사토     | 伊那上郷    | Ina-Kamisato      | 1.0            | 131.1          | | 나가노현   | 이이다 시    | 이이다 시      |
| 모토젠코지       | 元善光寺    | Moto-zenkōji      | 2.7            | 133.8          | | 나가노현   | 이이다 시    | 이이다 시      |
| 시모이치다       | 下市田      | Shimo-Ichida      | 1.8            | 135.6          | | 나가노현   | 시모이나 군  | 다카모리 정    |
| 이치다           | 市田        | Ichida            | 1.2            | 136.8          | | 나가노현   | 시모이나 군  | 다카모리 정    |
| 시모다이라       | 下平        | Shimodaira        | 2.7            | 139.5          | | 나가노현   | 시모이나 군  | 다카모리 정    |
| 야마부키         | 山吹        | Yamabuki          | 1.0            | 140.5          | | 나가노현   | 시모이나 군  | 다카모리 정    |
| 이나오시마       | 伊那大島    | Ina-ōshima        | 2.6            | 143.1          | | 나가노현   | 시모이나 군  | 마쓰카와정     |
| 가미카타기리     | 上片桐      | Kami-Katagiri     | 3.8            | 146.9          | | 나가노현   | 시모이나 군  | 마쓰카와정     |
| 이나타지마       | 伊那田島    | Ina-tajima        | 1.3            | 148.2          | | 나가노현   | 가미이나군   | 나카가와촌     |
| 오사와 신호장    | 大沢信号場  | Ōsawa Signal Box  | -              | 149.7          | | 나가노현   | 시모이나 군  | 마쓰카와 정    |
| 다카토바라       | 高遠原      | Takatōbara        | 2.5            | 150.7          | | 나가노현   | 가미이나 군  | 이지마정       |
| 나나쿠보         | 七久保      | Nanakubo          | 1.6            | 152.3          | | 나가노현   | 가미이나 군  | 이지마정       |
| 이나혼고         | 伊那本郷    | Ina-hongō         | 2.8            | 155.1          | | 나가노현   | 가미이나 군  | 이지마정       |
| 이지마           | 飯島        | Iijima            | 2.8            | 157.9          | | 나가노현   | 가미이나 군  | 이지마정       |
| 다기리           | 田切        | Tagiri            | 2.2            | 160.1          | | 나가노현   | 가미이나 군  | 이지마정       |
| 이나후쿠오카     | 伊那福岡    | Ina-fukuoka       | 2.8            | 162.9          | | 나가노현   | 고마가네시   | 고마가네시     |
| 고마치야         | 小町屋      | Komachiya         | 1.5            | 164.4          | | 나가노현   | 고마가네시   | 고마가네시     |
| 고마가네         | 駒ヶ根      | Komagane          | 1.2            | 165.6          | | 나가노현   | 고마가네시   | 고마가네시     |
| 오타기리         | 大田切      | Ōtagiri           | 1.4            | 167.0          | | 나가노현   | 고마가네시   | 고마가네시     |
| 미야다           | 宮田        | Miyada            | 2.1            | 169.1          | | 나가노현   | 가미이나 군  | 미야다촌       |
| 아카기           | 赤木        | Akagi             | 1.3            | 170.4          | | 나가노현   | 이나시       | 이나시         |
| 사완도           | 沢渡        | Sawando           | 3.0            | 173.4          | | 나가노현   | 이나시       | 이나시         |
| 시모지마         | 下島        | Shimojima         | 1.1            | 174.5          | | 나가노현   | 이나시       | 이나시         |
| 이나시           | 伊那市      | Inashi            | 3.5            | 178.0          | | 나가노현   | 이나시       | 이나시         |
| 이나키타         | 伊那北      | Inakita           | 0.9            | 178.9          | | 나가노현   | 이나시       | 이나시         |
| 다바타           | 田畑        | Tabata            | 2.1            | 181.0          | | 나가노현   | 가미이나 군  | 미나미미노와촌 |
| 기타토노         | 北殿        | Kitatono          | 2.2            | 183.2          | | 나가노현   | 가미이나 군  | 미나미미노와촌 |
| 기노시타         | 木ノ下      | Kinoshita         | 2.4            | 185.6          | | 나가노현   | 가미이나 군  | 미노와정       |
| 이나마쓰시마     | 伊那松島    | Ina-matsushima    | 1.5            | 187.1          | | 나가노현   | 가미이나 군  | 미노와정       |
| 사와             | 沢          | Sawa              | 2.6            | 189.7          | | 나가노현   | 가미이나 군  | 미노와정       |
| 하바             | 羽場        | Haba              | 1.9            | 191.6          | | 나가노현   | 가미이나 군  | 다쓰노정       |
| 이나신마치       | 伊那新町    | Ina-shimmachi     | 1.8            | 193.4          | | 나가노현   | 가미이나 군  | 다쓰노정       |
| 미야키           | 宮木        | Miyaki            | 1.2            | 194.6          | | 나가노현   | 가미이나 군  | 다쓰노정       |
| 다쓰노           | 辰野        | Tatsuno           | 1.1            | 195.7          | 동일본 여객철도 주오 본선 (지선 시오지리역방면) | 나가노현   | 가미이나 군  | 다쓰노정       |

### 동일본 여객철도 구간
- 전 노선 모두 나가노현에 소재.

| 역 이름  | 일본어 이름 | 로마자 역명 | 역간 거리 (km) | 영업 거리 (km) | 접속 노선                                | 소재지      | 소재지    | 소재지 |
| -------- | ----------- | ----------- | -------------- | -------------- | ---------------------------------------- | ----------- | --------- | ------ |
| 다쓰노   | 辰野        | Tatsuno     | -              | 195.7          | 도카이 여객철도 이다선 (도요하시역 방면) | 가미이나 군 | 다쓰노 정 |        |
| 가와기시 | 川岸        | Kawagishi   | 6.0            | 201.7          |                                          | 오카야시    | 오카야시  |        |
| 오카야   | 岡谷        | Okaya       | 3.5            | 205.2          | 동일본 여객철도 주오 본선                | 오카야시    | 오카야시  |        |